# Stenolophus anceps
Stenolophus anceps är en skalbaggsart som beskrevs av Leconte 1857. Stenolophus anceps ingår i släktet Stenolophus och familjen jordlöpare. Inga underarter finns listade i Catalogue of Life.